# 卡查普里

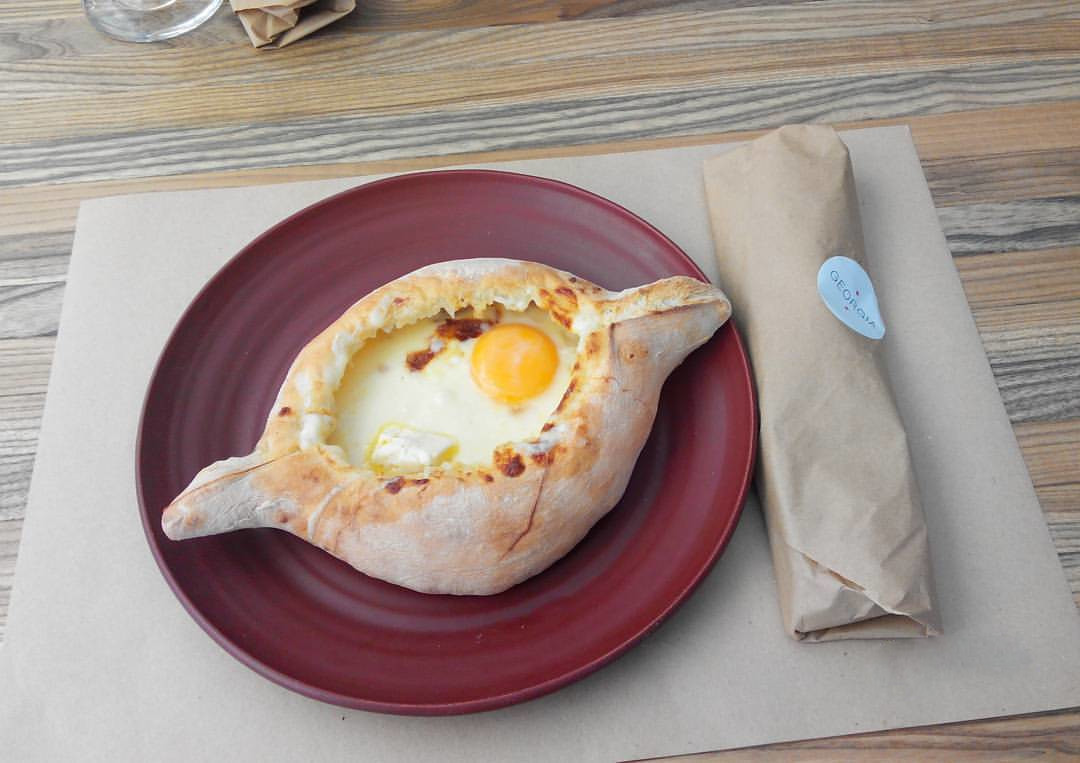
卡查普里

卡查普里（羅馬化：khach'ap'uri）是格鲁吉亚飲食中的一種烤餅，亦是當地最普遍的主食。卡查普里的做法是在發酵過的的麵餅上加入乳酪和雞蛋等食材。據2009年的一份調查，88%的格鲁吉亚人喜歡卡查普里超過披薩。卡查普里在男性和老人中人氣更高。卡查普里作為格鲁吉亚的主食，其價格被用來監控格鲁吉亚的通貨膨脹情況。

## 外部連結
- Recipe at RecipeSource（页面存档备份，存于）
- Recipe at Gourmet（页面存档备份，存于）